# Лі Чжен (стрибун у воду)
Лі Чжен (25 травня 2000) — китайський стрибун у воду. Чемпіон світу з водних видів спорту 2017 року в змішаних синхронних стрибках з 3-метрового трампліна.